# François de Mandelot
François de Mandelot (* 29. Oktober 1529 in Paris; † 23. November 1588 in Lyon) war Vicomte de Châlon und Gouverneur von Lyon.

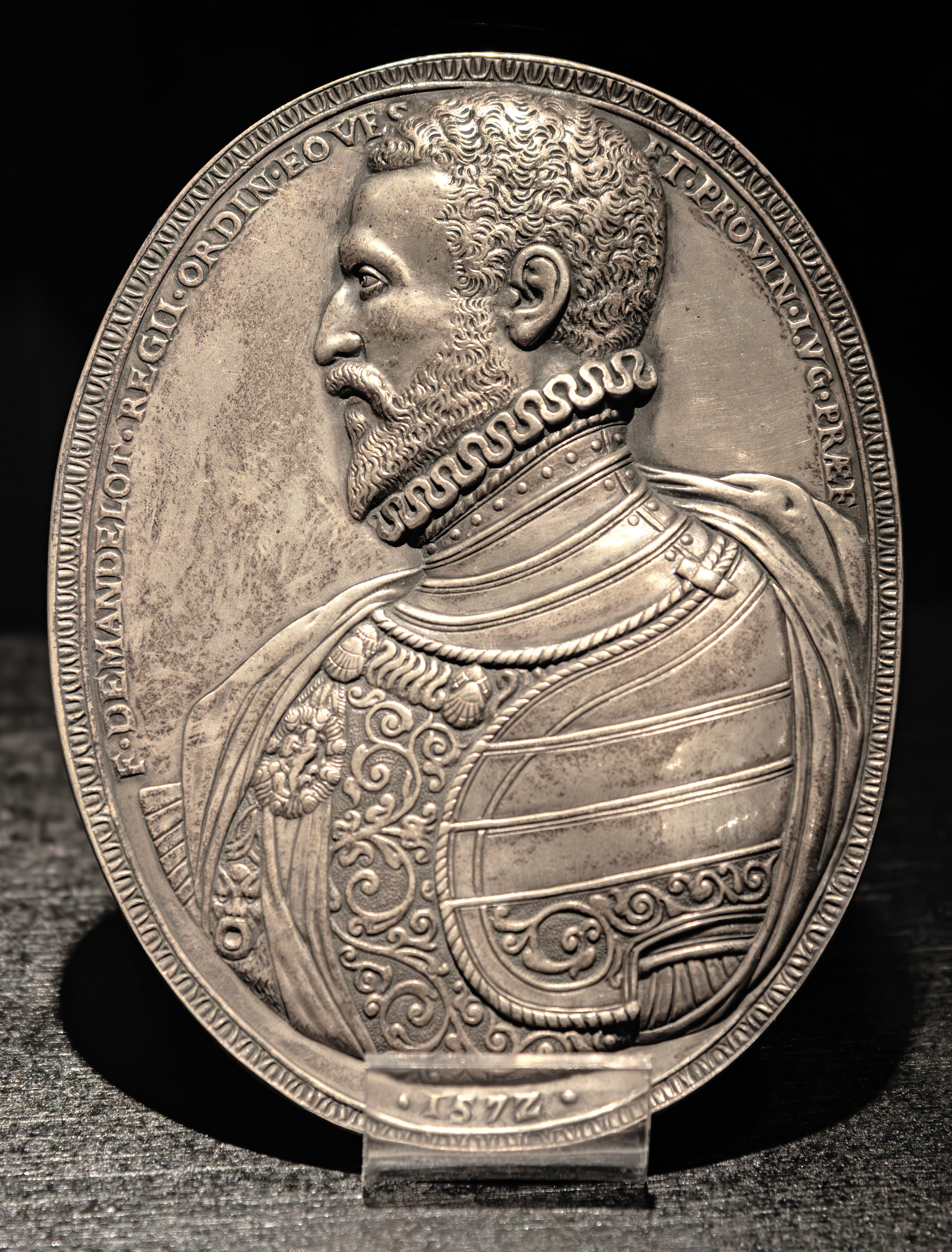
Medaille mit dem Bildnis von François de Mandelot, Ritter und Gouverneur der Provinz Lyonnais.

## Leben
François Mandelot gehörte einer Familie des niederen Adels an, seine Eltern waren Georges de Mandelot, Vicomte de Châlon, Seigneur de Pacy, und Charlotte d’Igny. Er wurde einer der Pagen von Jacques de Savoie, Duc de Nemours, dann Gentilhomme de la Chambre du Roi und Lieutenant des Herzogs von Nemours. Er kämpfte bei der Belagerung von Metz (1552) und nahm 1555 an den Italienischen Kriegen gegen Kaiser Karl V. teil.
Beim Beginn der Hugenottenkriege schloss Mandelot sich Jacques de Savoie-Nemours an, als dieser versuchte, das von den Protestanten besetzte Lyon zu befreien und nahm an der Offensive teil, die bis unter die Mauern der Stadt führte. Ende 1562 kämpfte er gegen François de Beaumont, Baron des Adrets. Später trat er in die königliche Armee ein und nahm an der Schlacht bei Saint-Denis (1567) teil. König Karl IX. nahm ihn in seinen Conseil privé auf. 1568 wurde er zum Lieutenant du Roi in Lyon unter Jacques de Savoie-Nemours, der seit 1562 dort Gouverneur war. Er setzte den Kampf gegen die Protestanten fort, konnte aber das Edikt von Saint-Germain-en-Laye (1562) angesichts des Widerstandes der Lyoner gegen die Praxis des reformierten Gottesdienstes nicht anwenden.
Als Jacques de Savoie-Nemours 1571 sein Amt zur Verfügung stellte, empfahl er François de Mandelot als seinen Nachfolger. Die Empfehlung wurde am 17. Februar 1571 von König Karl IX. umgesetzt und galt bis zu Mandelots Tod fast 18 Jahre später. Mandelot ist der einzige Gouverneur dieser Epoche, der nicht dem Hochadel entstammte, und der einzige, der kontinuierlich in seinem Gouvernement residierte. Er erwies sich als guter Administrator, der die Interessen der Stadt verteidigte, ohne sich selbst zu bereichern, und stand zudem treu zu den Königen Karl IX. und Heinrich III., obwohl seine Amtszeit schlecht begann.
Bei dem Vêpres lyonnaises genannten Massaker Ende August 1572, der lokalen Variante der Bartholomäusnacht wenige Tage zuvor, die das Ende des Protestantismus in Lyon bedeutete, ließ er die Angreifer gewähren. Zwar versuchte er, die Ordnung aufrechtzuerhalten, aber am Abend des 28. August 1572 fanden die ersten Morde statt. Am 29. August ließ Mandelot die Reformatoren an verschiedenen Orten einsperren, vielleicht um sie zu schützen: Während seiner Abwesenheit am nächsten Tag ermordeten die katholischen Extremisten alle Internierten, etwa 800 Menschen. Der Gouverneur missbilligte das Massaker, schaffte es aber nicht, es zu verhindern. Seine Situation wurde noch schwieriger, als am 2. Oktober 1574 Pierre de Saint-Priest d’Épinac (1540–1599), einer der führenden Köpfe der Katholischen Liga, Erzbischof von Lyon wurde.
Von den Überlebenden wurde Mandelot als Gouverneur geschätzt, weil er sich bemühte, die Stadt trotz der unaufhörlichen Kriege, der Pestepidemien und des Gewichts der Steuern in relativem Frieden zu halten, zumal er auch das Vertrauen des Königs hatte. Er regierte die Stadt durch eine Versammlung, in der das Konsulat, die Sénéchaussée, das Erzbistum und die Notabeln von Lyon zusammenkamen, und ermöglichte so eine konzertierte Entscheidungsfindung.
Von April bis September 1582 war Mandelot einer von vier Gesandten des französischen Königs in der Schweiz (siehe Reformation und Gegenreformation in der Schweiz). Am 21. Dezember 1582 wurde ihm die Mitgliedschaft im Orden vom Heiligen Geist verliehen, die Aufnahme erfolgte am 31. Dezember.
Bis 1586 regierte er in Lyon allein und ohne Generalleutnant, diese Aufgabe übernahm dann Guillaume de Gadagne, mit dem zusammen er die letzten Jahre in völligem Einvernehmen handelte – was umso notwendiger war, als der protestantische Heinrich von Navarra seit 1584 der offizielle Erbe Heinrichs III. war, die katholische Liga Macht hatte und sich gegen den König stellte. Mandelot hielt die Stadt bis zu seinem Tod im November 1588 treu an der Seite des Königs – anders als sein Nachfolger Charles-Emmanuel de Savoie-Nemours, der Sohn seines Mentors, der sich der Liga anschloss. François de Mandelot starb am 23. November 1588 in Lyon
Marco de Pavari, Gentilhomme der Republik Venedig und Autor der L'Escuieri de M. de Pavari vénitien von 1581, eine der ersten Abhandlungen zum Reiten, war Mandelots Écuyer.

## Ehe und Familie
François de Mandelot war mit Éléonore Robertet († 1596) verheiratet, Tochter von Claude Robertet und Anne Briçonnet, und Schwester des Außenministers Florimond III. Robertet, mit der er eine Tochter hatte, Marguerite de Mandelot (* 1570; † 10. Juli 1593), die am 26. Februar 1588 Charles de Neufville (um 1566–1642) heiratete, der selbst ab 1612 Gouverneur von Lyon war, und dessen Nachkommen aus seiner zweiten Ehe, die Herzöge von Villeroy, das Amt bis zur Revolution innehatten.